# Parafia św. Onufrego w Wisłoku Wielkim
Parafia św. Onufrego w Wisłoku Wielkim – parafia rzymskokatolicka znajdująca się w archidiecezji przemyskiej w dekanacie Rzepedź.

## Historia
W 1361 roku król Kazimierz Wielki nadał te ziemie rycerzom Piotrowi i Pawłowi. Około 1400 roku lokowano wieś (Wysłoczkie), a w 1561 roku lokowano ponownie na prawie niemieckim.
W latach 1850–1853 zbudowano cerkiew pw. św. Onufrego, która w 1854 roku została poświęcona. W 1902 roku zbudowano murowaną dzwonnicę i wyremontowano świątynię.
Po wysiedleniu grekokatolików w 1948 roku w Wisłoku Wielkim, miejscowa cerkiew została przejęta przez rzymskokatolicką parafię w Komańczy. W 1969 roku przeprowadzono remont generalny kościoła.
W 1955 roku z powodu sprzeciwu władz państwowych nie udało się utworzyć parafii. W 1989 roku dekretem bpa Ignacego Tokarczuka została erygowana parafia, z wydzielonego terytorium parafii w Komańczy.
Na terenie parafii jest 620 wiernych (w tym: Wisłok Wielki – 200, Czystogarb – 220, Moszczaniec – 200).
Proboszczowie parafii:
ks. Krzysztof Pichur
ks. Andrzej Panek (2013–2019)
ks. Jarosław Pacanowski (od 2019)

## Kościoły filialne
- Czystogarb – w 1991 roku przywieziono kaplicę z Turzego Pola, którą złożono i rozbudowano. 12 czerwca 1992 roku abp Ignacy Tokarczuk poświęcił kościół filialny pw. Dobrego Pasterza[5].
- Moszczaniec – w 1988 roku zbudowano kaplicę. W 1992 roku rozpoczęto budowę murowanego kościoła, który później został poświęcony przez abpa Józefa Michalika z wezwaniem Miłosierdzia Bożego[5].

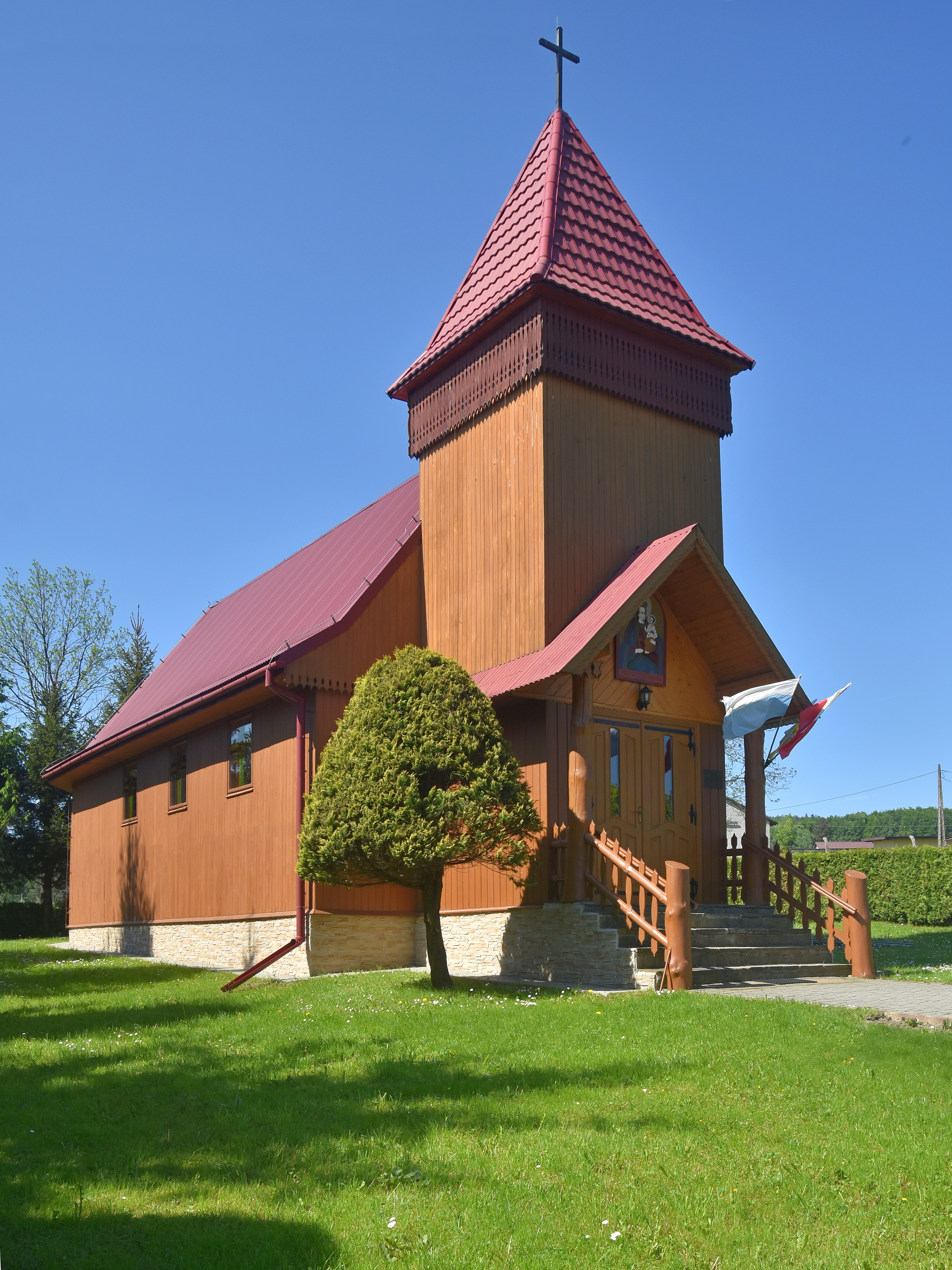
Kościół filialny pw. Dobrego Pasterza w Czystogarbie
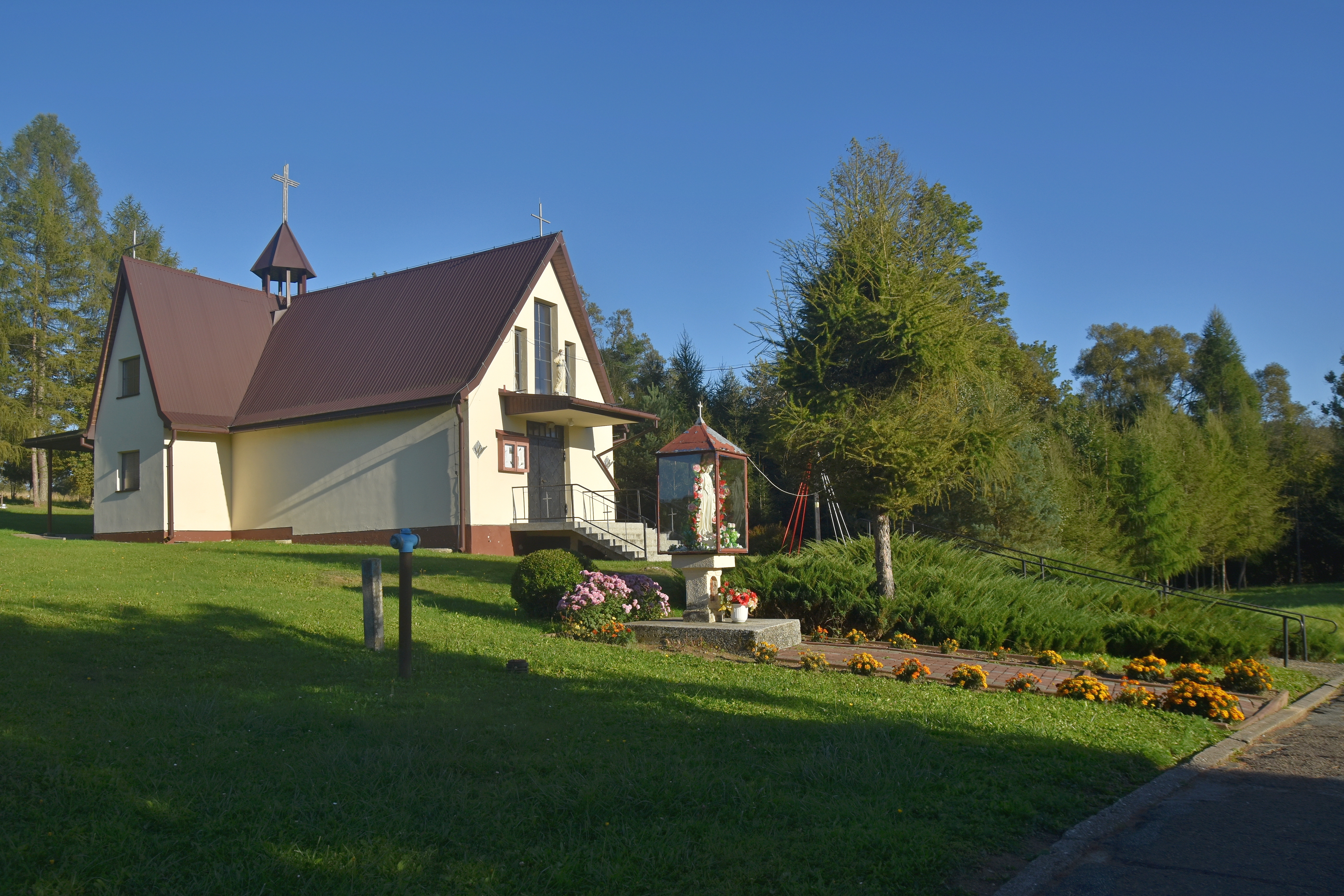
Kościół filialny pw. Miłosierdzia Bożego w Moszczańcu